# كونكا دي ماريني
 كونكا دي ماريني ، (بالإنجليزية: Conca dei Marini)‏، (الإيطالية:Conga r "e Marine)، هي بلدة تقع في مقاطعة ساليرنو، في منطقة كامبانيا، بجنوب غرب إيطاليا، وهي تقع على تل بالقرب من الساحل وبين أمالفي وفوروري.

## السكان
في سنة 1861 بلغ عدد السكان 1٬180 نسمة، وتطور العدد ليصل في سنة 2011 لـ 730 نسمة.
يظهر هذا المخطط البياني تطور النمو السكاني لـ كونكا دي ماريني